# Rodolf d'Àustria (1788-1831)
Rodolf d'Àustria (alemany: Rudolf Johannes von Habsburg-Lothringen)  (Pisa i Florència, 8 de gener de 1788 - Baden bei Wien, 24 de juliol de 1831) va ser Arxiduc i Príncep Imperial d'Àustria, Príncep d'Hongria i Bohèmia, Arquebisbe d'Olomouc i cardenal, membre de la Casa d'Habsburg-Lorena, així com protector de Ludwig van Beethoven. Va ser el fill més jove de l'emperador Leopold II i Maria Lluïsa d'Espanya.

## Biografia
A partir de 1803 va començar a rebre lliçons de piano i composició de Beethoven amb qui va fer amistat. Rudolf es va convertir en protector del músic i van continuar estant en contacte fins al 1824. Beethoven li va dedicar 14 composicions, incloent el Trio Arxiduc, el Concert Emperador i la Missa Solemnis. Per la seva banda Rodolf li va dedicar a Beethoven una de les seves composicions. La correspondència que va existir entre els dos es troba actualment a la Gesellschaft der Musikfreunde de Viena.
Va ser nomenat Arquebisbe d'Olomouc el 24 de març de 1819 i cardenal prevere de San Pietro in Montorio pel papa Pius VII el 4 de juny del mateix any. Olomouc forma part actualment de la República Txeca, però en aquella època pertanyia a l'Imperi Austríac. Tot i tenir l'oportunitat d'entrar en tres conclaves (sent cardenal) no va participar en les eleccions de cap dels tres papes electes: Pius VIII, Lleó XII i Gregori XVI.
Va morir el 23 de juliol de 1831 a Baden bei Wien, a l'edat de 43 anys. Fou enterrat a la Kaisergruft, la Cripta Imperial de Viena. El seu cor va ser dipositat en la catedral de Sant Wenceslao (en txec, Katedrála svatého Václava) a Olomouc.